# Jesús Dionisio Ballesteros
Jesús Miguel Dionisio Ballesteros (Madrid, 7 de julio de 1956) es un político español que ocupó el cargo Secretario de la Agrupación Socialista de Aranjuez en 2001. Fue concejal de Juventud y Medio Ambiente en el Ayuntamiento de dicha localidad (1987-1991) y portavoz del Grupo de Concejales del PSOE en el periodo 1999-2003. En la legistatura 2003-2007 se convirtió en Alcalde del Ayuntamiento de Aranjuez, al gobernar su partido en coalición con Izquierda Unida. En las elecciones municipales de mayo de 2007, renovó su cargo por mayoría absoluta, al conseguir su partido 11 de los 21 concejales del Ayuntamiento. Asimismo, el 28 de julio de 2007 entró a formar parte de la ejecutiva regional del Partido Socialista de Madrid como secretario de Vivienda y Política Territorial cargo que ya no ocupa. Luego durante un tiempo ocupó (2009) el cargo de secretario de Política Municipal en dicha ejecutiva regional.
Otros cargos que ha ocupado son la presidencia de Aracove (Asociación de Desarrollo Rural Aranjuez-Comarca de Las Vegas), la de la Fundación Aranjuez Natural y la vicepresidencia de la Fundación Felipe II, que rige al Centro de Estudios Superiores Felipe II (institución adscrita a la Universidad Complutense de Madrid).
Perdió las elecciones municipales de mayo de 2011 por la contundente victoria de María José Martínez de la Fuente (PP), pasando en un primer momento a ser jefe de la oposición, responsabilidad en la que fue sucedido por la concejala Cristina Moreno. En la actualidad es diputado regional en la Asamblea de Madrid.
Casado y padre de dos hijos, Dionisio comenzó estudios de Bellas Artes y Arquitectura, sin llegar a terminarlos. Ha sido profesor de Diseño en la Universidad Popular de Aranjuez hasta 1987 y ha colaborado como diseñador en distintos estudios de Arquitectura (1987-1999).
| Predecesor: José María Cepeda Barros | Alcalde de Aranjuez 2003-2011 | Sucesor: María José Martínez de la Fuente |